# Пионири (војска)
Пионири (енгл. pioneers, рус. сапёры), основна и најбројнија врста инжињерије, намењена за извођење запречавања, савлађивање препрека и обављање путовно-мостовских и сложенијих фортификацијских радова.

## Историја
До француске револуције (1789), инжињерија се састојала готово искључиво од пионира. Њихови основни задаци били су израда путева и мостова, изградња тврђава и извођење опсадних радова при нападу на тврђаве. У француским револуционарним и Наполеоновим ратовима (1791-1815) бројни пораст армија и брже извођење операција захтевали су већи број саобраћајних комуникација, те су пионири у многим европским војскама знатно ојачани. При повлачењу из Русије 1812. француски пионири су били у заштитници и рушили мостове, а борили су се и као пешадија. Од завршетка Наполеонових ратова до Првог светског рата (1815-1914), развој националних армија, олучне артиљерије (од средине 19. века) и сталне фортификације, довели су до знатног повећања пионирских јединица.

## У Србији
У Кнежевини Србији је 1860, у стајаћој војсци, у саставу артиљерије формирана прва пионирска чета (6 официра и 246 војника). У сваком од 17 округа народне војске формирано је одељење пионира (јачине 60 људи). Пионири су 1864. издвојени из артиљерије, а уместо 17 одељења формирано је 16 пионирских чета и 1 пожарна (за Београд). Године 1866. у стајаћој војсци формиран је полубатаљон, а 1874. батаљон од 3 чете пионира.

### У српско-турским ратовима (1876-1878)
Од 1876. свака бригада прве класе народне војске имала је по 1 пионирску чету, а свака дивизија - по један пионирски батаљон од 3 чете. Сваки округ у Кнежевини Србији давао је по једну чету пионира (укупно 18 чета) и то сакупљених из оних народних војника који су раније служили у стајаћој војсци у пионирском одељењу. Свака чета имала је са официрима 180 људи, који су се сматрали војницима прве класе и наступали су са својом бригадом прве класе, а командовали су им инжињеријски официри.
Од опреме, пионири су имали потпуне војничке униформе и руске пушке спредњаче са по 60 метака (у укупној тежини од 5,5 кг), док су други војници прве класе имали модерније пушке острагуше система Пибоди и Грин. Уз то, сваки пионир носио је пијук, ашов или секиру, као и шаторско платно и кочиће за постављање шатора.